# Câu lạc bộ bóng đá SHB Đà Nẵng
Il Câu lạc bộ bóng đá SHB Đà Nẵng, meglio noto come Đà Nẵng, è una società di calcio vietnamita, con sede nella città di Đà Nẵng.

## Palmarès

### Competizioni nazionali
- V League 1: 3

1992, 2009, 2012
- Coppa del Vietnam: 2

1993, 2009
- Supercoppa del Vietnam: 1

2013
- V League 2: 1

2023-2024

### Altre competizioni
- BTV Cup: 1

2008

### Altri piazzamenti
- Campionato vietnamita:

Secondo posto: 2013
Terzo posto: 2011, 2016
- Coppa del Vietnam:

Finalista: 2013
Semifinalista: 2010, 2012, 2017
- Supercoppa del Vietnam:

Finalista: 2009

## Organico

### Rosa 2020
Aggiornata al febbraio 2020.
| N. |                         | Ruolo | Calciatore               |
| -- | ----------------------- | ----- | ------------------------ |
| 1  | Vietnam (bandiera)      | P     | Phan Văn Biểu            |
| 2  | Vietnam (bandiera)      | D     | Âu Văn Hoàn              |
| 4  | Vietnam (bandiera)      | D     | Nguyễn Văn Thắng         |
| 5  | Vietnam (bandiera)      | D     | Mạc Đức Việt Anh         |
| 6  | Vietnam (bandiera)      | C     | Đặng Anh Tuấn (capitano) |
| 7  | Vietnam (bandiera)      | C     | Nguyễn Thanh Hải         |
| 8  | Vietnam (bandiera)      | C     | A Mít                    |
| 9  | Vietnam (bandiera)      | A     | Hà Đức Chinh             |
| 10 | Vietnam (bandiera)      | C     | Phạm Trọng Hóa           |
| 11 | Vietnam (bandiera)      | C     | Phan Văn Long            |
| 12 | Vietnam (bandiera)      | C     | Hoàng Minh Tâm           |
| 13 | Vietnam (bandiera)      | P     | Nguyễn Thanh Bình        |
| 14 | Vietnam (bandiera)      | A     | Võ Lý                    |
| 16 | Vietnam (bandiera)      | C     | Bùi Tiến Dụng            |
| 17 | RD del Congo (bandiera) | A     | Grace Tanda              |
| 18 | Vietnam (bandiera)      | D     | Đỗ Thanh Thịnh           |

| N. |                    | Ruolo | Calciatore        |
| -- | ------------------ | ----- | ----------------- |
| 19 | Vietnam (bandiera) | C     | Võ Ngọc Toàn      |
| 20 | Vietnam (bandiera) | D     | Võ Nhật Tân       |
| 21 | Vietnam (bandiera) | D     | Nguyễn Thiện Chí  |
| 22 | Vietnam (bandiera) | D     | Nguyễn Công Nhật  |
| 23 | Vietnam (bandiera) | C     | Nguyễn Viết Thắng |
| 24 | Nigeria (bandiera) | C     | Ismahil Akinade   |
| 26 | Vietnam (bandiera) | P     | Nguyễn Tuấn Mạnh  |
| 27 | Vietnam (bandiera) | C     | Lê Văn Sáu        |
| 29 | Vietnam (bandiera) | D     | Lục Xuân Hưng     |
| 30 | Vietnam (bandiera) | D     | Phạm Thanh Tiệp   |
| 54 | Vietnam (bandiera) | C     | Nguyễn Tài Lộc    |
| 57 | Vietnam (bandiera) | D     | Liễu Quang Vinh   |
| 66 | Vietnam (bandiera) | D     | Trần Đình Hoàng   |
| 68 | Croazia (bandiera) | C     | Igor Jelić        |